# CDC 8600
Il CDC 8600 fu l'ultimo supercomputer progettato da Seymour Cray per la Control Data Corporation.
Concepito come il successore naturale dei CDC 6600 e CDC 7600, secondo il progetto doveva essere 10 volte più veloce del 7600, diventando il supercomputer più veloce del mercato.
Lo sviluppo ebbe inizio nel 1968 poco dopo la presentazione del 7600 ma quasi subito il progetto si trovò ad affrontare molti problemi. Nel 1971 la CDC aveva problemi di liquidità e il progetto era lontano del completamento. Quando la CDC decise di concentrarsi su un altro supercomputer, Cray decise di abbandonare la società, finché nel 1974 l'azienda decise di cancellare il progetto e di presentare la serie CDC STAR-100.
Nn== Progetto ==
I computer degli anni '60 utilizzavano molti componenti discreti (transistor, resistenze, etc) montati su una serie di schede. L'unione di più schede elettroniche formava un modulo funzionale del sistema. La richiesta di sempre maggior potenza di calcolo aumentò la complessità delle schede elettroniche. Va tenuto a mente che bastava il malfunzionamento di un singolo componente o una saldatura malfatta per compromettere il funzionamento dell'intero sistema. Cray era noto nel settore per la capacità di progettare schede elettroniche estremamente complesse ma in grado di funzionare. 
Per ottenere macchine veloci era necessario utilizzare schede elettroniche con molti componenti e nel contempo era necessario ridurre la dimensione dei collegamenti in modo da aumentare la frequenza di clock del sistema. Quindi i computer dovevano essere piccoli ma con molti componenti. Per risolvere il problema della velocità la strada più semplice era aumentare l'integrazione dei componenti, ma allora la tecnologia MOS non aveva la velocità sufficiente per le prestazioni richieste.
Cray risolse il problema creando dei moduli molto complessi per aumentare il numero di componenti utilizzati e collegando in modo molto stretto i moduli per ridurre la lunghezza dei collegamenti e quindi innalzando la frequenza di clock. Nel caso dell'8600 ogni modulo conteneva quattro schede elettroniche sovrapposte di 8 x 6 pollici, lo spessore era paragonabile a quello di un libro grande e consumava circa 3 Kwatt. 
Il modulo di raffreddamento era problematico, il progettista capo del gruppo deposto allo studio della dissipazione termina era Dean Roush, proveniente dalla Amana. Roush inserì uno spesso foglio di rame nei moduli e all'estremità dei fogli di rame pose il sistema di raffreddamento al freon. Questo incrementò la complessità del sistema e il peso portandolo a quasi 7 kg di peso. I moduli erano riuniti in uno châssis che formava l'intelaiatura del sistema. Il sistema era molto compatto, formava un cilindro di circa 16 pollici alto circa un metro. Il cilindro era installato sull'unità di alimentazione. L'unità di refrigerazione era significativa più grande del sistema. La struttura del sistema ricorda molto il successivo Cray-2.
I componenti erano molto più veloci di quelli utilizzati nei precedenti modelli. La CPU centrale del sistema era basato su tecnologia ECL per migliorarne la velocità che infatti passava dai 27.5 ns del 7600 a 8 ns (125 MHz), un quadruplicamento della frequenza. La memoria principale era anch'essa migrata alla tecnologia ECL e il sistema veniva progettato con 256 000 parole ("megabyte") come configurazione di fabbrica. La memoria era suddivisa in 64 banchi che memorizzavano 1 singolo bit per banco in modo da avere un tempo di accesso di circa 8 ns pur essendo il tempo di ciclo di circa 250 ns. Un nucleo di memoria ad alta velocità (20 ns) era prevista e questa memoria avrebbe dovuto memorizzare una copia dei dati più utilizzati.
Cray decise di includere nell'8600 quattro CPU complete che condividevano la memoria principale. Per migliorare le prestazioni del sistema la macchina poteva utilizzare una particolare modalità di funzionamento che faceva eseguire ai processori le stesse istruzioni con dati diversi. Questa tecnica attualmente è nota come SIMD, riduce il numero totale di accessi alla memoria dato che una sola istruzione comanda quattro processori. Ogni processore era circa 2.5 volte più rapido del 7600 e quindi quando tutti e quattro i processori funzionavano in parallelo erano circa 10 volte più rapidi di una macchina 7600 e sviluppavano circa 100 megaFLOPS.
L'8600 fu il primo sistema CDC a passare da processori basati su parole ASCII (6 bit) a parole basate su byte (8 bit). I precedenti processori (6600 e 7600) avevano per architetture a 60 bit (6 bit per dieci) mentre l'8600 aveva una parola a 64 bit (8 bit per otto). Come nei precedenti progetti ogni istruzione utilizzava 16 o 32 bit (prima 15 o 30 bit). L'8600 non utilizzava banche di registri A e B come i precedenti progetti e includeva 16 registri generici. I processori periferici dei sistemi 6600/7600 vennero utilizzati quasi immutati per gestire l'I/O del sistema.

## Progetto
I computer degli anni '60 utilizzavano molti componenti discreti (transistor, resistenze, etc) montati su una serie di schede. L'unione di più schede elettroniche formava un modulo funzionale del sistema. La richiesta di sempre maggior potenza di calcolo aumentò la complessità delle schede elettroniche. Va tenuto a mente che bastava il malfunzionamento di un singolo componente o una saldatura malfatta per compromettere il funzionamento dell'intero sistema. Cray era noto nel settore per la capacità di progettare schede elettroniche estremamente complesse ma in grado di funzionare. 
Per ottenere macchine veloci era necessario utilizzare schede elettroniche con molti componenti e nel contempo era necessario ridurre la dimensione dei collegamenti in modo da aumentare la frequenza di clock del sistema. Quindi i computer dovevano essere piccoli ma con molti componenti. Per risolvere il problema della velocità la strada più semplice era aumentare l'integrazione dei componenti, ma allora la tecnologia MOS non aveva la velocità sufficiente per le prestazioni richieste.
Cray risolse il problema creando dei moduli molto complessi per aumentare il numero di componenti utilizzati e collegando in modo molto stretto i moduli per ridurre la lunghezza dei collegamenti e quindi innalzando la frequenza di clock. Nel caso dell'8600 ogni modulo conteneva quattro schede elettroniche sovrapposte di 8 x 6 pollici, lo spessore era paragonabile a quello di un libro grande e consumava circa 3 Kwatt. 
Il modulo di raffreddamento era problematico, il progettista capo del gruppo deposto allo studio della dissipazione termina era Dean Roush, proveniente dalla Amana. Roush inserì uno spesso foglio di rame nei moduli e all'estremità dei fogli di rame pose il sistema di raffreddamento al freon. Questo incrementò la complessità del sistema e il peso portandolo a quasi 7 kg di peso. I moduli erano riuniti in uno châssis che formava l'intelaiatura del sistema. Il sistema era molto compatto, formava un cilindro di circa 16 pollici alto circa un metro. Il cilindro era installato sull'unità di alimentazione. L'unità di refrigerazione era significativa più grande del sistema. La struttura del sistema ricorda molto il successivo Cray-2.
I componenti erano molto più veloci di quelli utilizzati nei precedenti modelli. La CPU centrale del sistema era basato su tecnologia ECL per migliorarne la velocità che infatti passava dai 27.5 ns del 7600 a 8 ns (125 MHz), un quadruplicamento della frequenza. La memoria principale era anch'essa migrata alla tecnologia ECL e il sistema veniva progettato con 256 000 parole ("megabyte") come configurazione di fabbrica. La memoria era suddivisa in 64 banchi che memorizzavano 1 singolo bit per banco in modo da avere un tempo di accesso di circa 8 ns pur essendo il tempo di ciclo di circa 250 ns. Un nucleo di memoria ad alta velocità (20 ns) era prevista e questa memoria avrebbe dovuto memorizzare una copia dei dati più utilizzati.
Cray decise di includere nell'8600 quattro CPU complete che condividevano la memoria principale. Per migliorare le prestazioni del sistema la macchina poteva utilizzare una particolare modalità di funzionamento che faceva eseguire ai processori le stesse istruzioni con dati diversi. Questa tecnica attualmente è nota come SIMD, riduce il numero totale di accessi alla memoria dato che una sola istruzione comanda quattro processori. Ogni processore era circa 2.5 volte più rapido del 7600 e quindi quando tutti e quattro i processori funzionavano in parallelo erano circa 10 volte più rapidi di una macchina 7600 e sviluppavano circa 100 megaFLOPS.
L'8600 fu il primo sistema CDC a passare da processori basati su parole ASCII (6 bit) a parole basate su byte (8 bit). I precedenti processori (6600 e 7600) avevano per architetture a 60 bit (6 bit per dieci) mentre l'8600 aveva una parola a 64 bit (8 bit per otto). Come nei precedenti progetti ogni istruzione utilizzava 16 o 32 bit (prima 15 o 30 bit). L'8600 non utilizzava banche di registri A e B come i precedenti progetti e includeva 16 registri generici. I processori periferici dei sistemi 6600/7600 vennero utilizzati quasi immutati per gestire l'I/O del sistema.